# Mellicta hispanica
Mellicta hispanica är en fjärilsart som beskrevs av Wnukowsky 1929. Mellicta hispanica ingår i släktet Mellicta och familjen praktfjärilar. Inga underarter finns listade i Catalogue of Life.